# Перетинчастий лабіринт
Перетинчастий лабіринт (лат. labyrinthus membranaceus) — сукупність заповнених рідиною трубок і камер, які містять рецептори для органів почуттів рівноваги та слуху. Він розташований у кістковому лабіринті у внутрішньому вусі і має таку ж загальну форму як він, однак значно менший і частково відокремлений від кісткових стінок рідиною — перилімфою. У певних місцях він кріпиться до стінок порожнини кісткового лабіринту.

## Опис

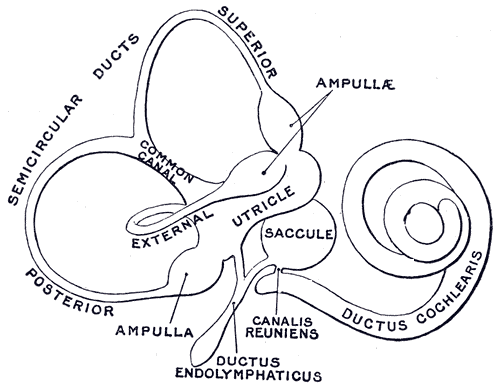
Схема внутрішнього вуха

Перетинчастий лабіринт містить рідину під назвою ендолімфа. Стінки перетинчастого лабіринту іннервовані відділами завиткового нерва, однієї з двох гілок присінково-завиткового нерва. Інша гілка — присінковий нерв.
У межах присінка перетинчастий лабіринт не повністю зберігає форму кісткового лабіринту, але складається з двох перетинчастих мішечків — маточки та мішечка.
Перетинчастий лабіринт також є місцем розташування рецепторних клітин, які знаходяться у внутрішньому вусі.